# Frank Wolff
Walter Frank Hermann Wolff (San Francisco, 11 maggio 1928 – Roma, 12 dicembre 1971) è stato un attore statunitense.

## Biografia
Nato a San Francisco, in California, da una famiglia di origini tedesche, Wolff era figlio di un medico della Bay Area, dal carattere irrequieto e dalle idee politiche radicali, che lo crebbe con un'educazione anti-conformista. Sì iscrisse a Medicina presso l'Università di Stanford, ma preferiva dedicarsi alle recite teatrali studentesche. Interpretò numerosi film italiani nel corso degli anni sessanta dove si propose come attore duttile e capace. Era buon amico di Monte Hellman, che lo diresse in Beast from Haunted Cave (1959), nel suo primo ruolo di spicco. Roger Corman, con il quale lavorò in diverse pellicole alla fine degli anni cinquanta, gli suggerì di trasferirsi in Europa, pensando vi avrebbe trovato maggior successo.
In Italia fu lanciato da Francesco Rosi, che lo volle per il suo Salvatore Giuliano (1961) e gli affidò il ruolo di Gaspare Pisciotta, luogotenente del bandito. Dopo aver partecipato al film Le quattro giornate di Napoli (1962), ottenne il primo ruolo da protagonista, probabilmente tra i più significativi della sua carriera, quello di Galeazzo Ciano ne Il processo di Verona (1962), diretto da Carlo Lizzani. Nel 1967 ricoprì il ruolo del malvagio Bill Sant'Antonio nel film Dio perdona... io no!, prima pellicola in assoluto della coppia Bud Spencer-Terence Hill come protagonisti. Nel 1968 fu tra gli interpreti di C'era una volta il West, capolavoro di Sergio Leone. Nel 1969 si ritrovò al fianco del solo Terence Hill nel drammatico Barbagia (La società del malessere) di Lizzani, vestendo i panni del disonesto avvocato Spina. Nel 1970 Wolff interpretò il ruolo dell'ex medico Duca Lamberti nel film poliziesco La morte risale a ieri sera di Duccio Tessari, tratto dal romanzo I milanesi ammazzano al sabato di Giorgio Scerbanenco. Lavorò successivamente in un'altra pellicola tratta da un'opera di Scerbanenco, Milano calibro 9 (1972), in cui ebbe il ruolo del commissario di polizia, e in Quando le donne persero la coda (1972).
Wolff si suicidò a Roma il 12 dicembre 1971, tagliandosi la gola nel bagno di un residence, a pochi passi dall'hotel Hilton. Da tempo vittima di una profonda crisi depressiva e in cura psichiatrica, l'attore era separato dalla moglie Alice Campbell, che viveva come lui a Roma. Secondo un'ipotesi, Wolff in pigiama nella vasca da bagno si sarebbe ferito una prima volta con una lametta da barba; cadutagli di mano la lametta, l'attore ne avrebbe presa una seconda, con la quale si sarebbe reciso la carotide. Questa seconda ferita provocò un'anemia cerebrale che lo portò alla morte in breve tempo. Un'amica austriaca ventiquattrenne la mattina dopo aver inutilmente bussato entrò nell'appartamento aperto e notò il bagno chiuso a chiave; non rispondendo nessuno, chiamò la polizia che sfondò la porta e rinvenne il cadavere; si ipotizzò che l'amore non corrisposto per la giovane potesse aver contribuito al gesto fatale di Wolff, già sofferente di esaurimento nervoso da diverso tempo, dopo che la moglie lo aveva lasciato per un altro uomo. Venne sepolto al Cimitero acattolico di Roma.

## Filmografia parziale

Frank Wolff con Silvana Mangano nel film Il processo di Verona (1962)

### Cinema
- La vita di un gangster (I Mobster), regia di Roger Corman (1958) - non accreditato
- Il selvaggio e l'innocente (The Wild and the Innocent), regia di Jack Sher (1959)
- La donna vespa (The Wasp Woman), regia di Roger Corman (1959)
- Beast from Haunted Cave, regia di Monte Hellman (1959)
- Assalto della fanteria di montagna (Ski Troop Attack), regia di Roger Corman (1960)
- La nostra vita comincia di notte (The Subterraneans), regia di Ranald MacDougall (1960)
- Atlas, il trionfatore di Atene (Atlas), regia di Roger Corman (1961)
- Salvatore Giuliano, regia di Francesco Rosi (1961)
- Le quattro giornate di Napoli, regia di Nanni Loy (1962)
- Il processo di Verona, regia di Carlo Lizzani (1962)
- Il demonio, regia di Brunello Rondi (1963)
- Situazione disperata ma non seria (Situation Hopeless...But Not Serious), regia di Gottfried Reinhardt (1965)
- Judith, regia di Daniel Mann (1966)
- Pochi dollari per Django, regia di León Klimovsky (1966)
- Agente 3S3 - Massacro al sole, regia di Sergio Sollima (1966)
- Ringo, il volto della vendetta (Los cuatro salvajes), regia di Mario Caiano (1966)
- Non faccio la guerra, faccio l'amore, regia di Franco Rossi (1966)
- Un dollaro tra i denti, regia di Luigi Vanzi (1967)
- L'assalto al centro nucleare, regia di Mario Caiano (1967)
- Il tempo degli avvoltoi, regia di Nando Cicero (1967)
- Dio perdona... io no!, regia di Giuseppe Colizzi (1967)
- Le dolci signore, regia di Luigi Zampa (1967)
- Sequestro di persona, regia di Gianfranco Mingozzi (1968)
- I tre che sconvolsero il West (Vado, vedo e sparo), regia di Enzo G. Castellari (1968)
- Il grande silenzio, regia di Sergio Corbucci (1968)
- La matriarca, regia di Pasquale Festa Campanile (1968)
- Ammazzali tutti e torna solo, regia di Enzo G. Castellari (1968)
- C'era una volta il West, regia di Sergio Leone (1968)
- Ecce Homo - I sopravvissuti, regia di Bruno Gaburro (1968)
- Viva! Viva Villa! (Villa Rides), regia di Buzz Kulik (1968)
- Eat it, regia di Francesco Casaretti (1969)
- I dannati della terra, regia di Valentino Orsini (1969)
- Sono Sartana, il vostro becchino, regia di Giuliano Carnimeo (1969)
- La battaglia del deserto, regia di Mino Loy (1969)
- L'amica, regia di Alberto Lattuada (1969)
- Barbagia (La società del malessere), regia di Carlo Lizzani (1969)
- Gli insaziabili, regia di Alberto De Martino (1969)
- L'amore breve, regia di Romano Scavolini (1969)
- Metello, regia di Mauro Bolognini (1970)
- Corbari, regia di Valentino Orsini (1970)
- La morte risale a ieri sera, regia di Duccio Tessari (1970)
- Crystalbrain - L'uomo dal cervello di cristallo (Transplante de un cerebro), regia di Juan Logar (1970)
- Quando le donne avevano la coda, regia di Pasquale Festa Campanile (1970)
- Esotika Erotika Psicotika, regia di Radley Metzger (1970)
- Gli occhi freddi della paura, regia di Enzo G. Castellari (1971)
- La morte cammina con i tacchi alti, regia di Luciano Ercoli (1971)
- Milano calibro 9, regia di Fernando Di Leo (1972)
- Quando le donne persero la coda, regia di Pasquale Festa Campanile (1972)

### Televisione
- General Electric Theater – serie TV, episodio 5x17 (1957)
- Gli uomini della prateria (Rawhide) – serie TV, episodio 2x15 (1960)
- Ai confini della realtà (The Twilight Zone) – serie TV, episodio 1x32 (1960)

## Doppiatori italiani
- Renato Turi in Un dollaro tra i denti, Sequestro di persona, Barbagia (La società del malessere)
- Aldo Giuffré in La matriarca, L'amore breve, La morte risale a ieri sera
- Corrado Gaipa in C'era una volta il West, Metello, Quando le donne avevano la coda
- Emilio Cigoli in Pochi dollari per Django, Il tempo degli avvoltoi
- Pino Locchi in L'assalto al centro nucleare, La battaglia del deserto
- Oreste Lionello in Dio perdona... io no!, Crystalbrain - L'uomo dal cervello di cristallo
- Giuseppe Rinaldi in I tre che sconvolsero il West (Vado, vedo e sparo), Eat It
- Michele Malaspina in Il grande silenzio, Sono Sartana, il vostro becchino
- Sergio Rossi in Ecce Homo - I sopravvissuti, Milano calibro 9
- Giorgio Piazza in I dannati della terra, Gli insaziabili
- Turi Ferro in Salvatore Giuliano
- Carlo Giuffré in Le quattro giornate di Napoli
- Sergio Fantoni in Il processo di Verona
- Vittorio Sanipoli in Agente 3S3 - Massacro al sole
- Carlo Croccolo in Non faccio la guerra, faccio l'amore
- Riccardo Cucciolla in Le dolci signore
- Renzo Palmer in Ammazzali tutti e torna solo
- Gigi Pirarba in Viva! Viva Villa!
- Roberto Villa in L'amica
- Carlo Alighiero in Corbari
- Silvio Spaccesi in Quando le donne persero la coda
- Sergio Graziani in Gli occhi freddi della paura
- Pietro Ubaldi in Ai confini della realtà[3]